# Bečva
La Bečva est une rivière de Tchéquie de 61,5 km de long, affluent en rive gauche de la Morava. Elle est le résultat de la confluence de deux petits cours d'eau, la Rožnovská Bečva au nord et la Vsetínská Bečva au sud.

## Parcours
La Vsetínská Bečva arrose les villes de 
- Karolinka
- Vsetín

La Rožnovská Bečva arrose
- Rožnov pod Radhoštěm

Les deux cours d'eau confluent à
- Valašské Meziříčí

puis la Bečva arrose les villes de
- Hranice
- Lipník nad Bečvou
- Přerov